# A Kojak epizódjainak listája
Ez a lista a Kojak című televíziós bűnügyi sorozatot tartalmazza.

## Évados áttekintés
| Évad | Évad          | Epizód        | Évadpremier          | Évadzárás         |
| ---- | ------------- | ------------- | -------------------- | ----------------- |
|      | Bevezető film | Bevezető film | 1973. március 8.     | 1973. március 8.  |
|      | 1             | 22            | 1973. október 24.    | 1974. május 8.    |
|      | 2             | 25            | 1974. szeptember 15. | 1975. március 9.  |
|      | 3             | 24            | 1975. szeptember 14. | 1976. március 7.  |
|      | 4             | 25            | 1976. szeptember 26. | 1977. március 22. |
|      | 5             | 22            | 1977. október 2.     | 1978. március 18. |
|      | Tévéfilmek    | Tévéfilmek    | 1985. február 16.    | 1991. április 7.  |

## Évadok

### Bevezető film
| # | Cím                                                                 | Rendező        | Író       | Premier                           |
| --- | ------------------------------------------------------------------- | -------------- | --------- | --------------------------------- |
| 1. | Kojak és a Marcus – Nelson gyilkosságok (The Marcus-Nelson Murders) | Joseph Sargent | Abby Mann | 1973. március 8. 1982. április 8. |
| Theo Kojak hadnagy hisz egy gyilkosságokkal vádolt fiatal fekete fiú ártatlanságában. Úgy véli, a rendőrségi kihallgatás során veréssel kényszerítették rá két fehér lány megölésének bevallására. A 138 perces epizód története egy 1963-as manhattani kettős gyilkosságon alapszik. Feltűnik benne Ned Beatty, Marjoe Gortner és Roger Robinson. |                                                                     |                |           |                                   |

### Első évad (1973–74)
| Sor. | Év. | Eredeti cím                  | Magyar cím                                                                       | Rendezte           | Írta                               | Eredeti bemutató   | Magyar bemutató                                               | Kód MTV1 | Kód MTV2 |
| ---- | --- | ---------------------------- | -------------------------------------------------------------------------------- | ------------------ | ---------------------------------- | ------------------ | ------------------------------------------------------------- | -------- | -------- |
| 1.   | 1.  | Siege of Terror              | A túszmentés                                                                     | William Hale       | Robert Heverly                     | 1973. október 24.  | 1994. március 4. (P)                                          | N/A      | 33       |
| 2.   | 2.  | Web of Death                 | A hazugság hálójában (1. változat) Halálos féltékenység (2. változat)            | William Hale       | Jack Laird                         | 1973. október 31.  | 1978. április 22. (Szo) (MTV1) 1993. június 7. (H) (MTV2)     | 7        | 12       |
| 3.   | 3.  | One for the Morgue           | Végállomás a hullaház                                                            | Richard Donner     | Jerrold Freedman                   | 1973. november 7.  | 1994. április 8. (P)                                          | N/A      | 37       |
| 4.   | 4.  | Knockover                    | A jó fogás (1. változat) Bankrablás (2. változat)                                | Charles S. Dubin   | Morton Fine                        | 1973. november 14. | 1978. június 17. (Szo) (MTV1) 1993. május 3. (H) (MTV2)       | 10       | 9        |
| 5.   | 5.  | Girl in the River            | Lány a folyóban                                                                  | William Hale       | Halsted Welles                     | 1973. november 21. | 1993. május 10. (H)                                           | N/A      | 10       |
| 6.   | 6.  | Requiem for a Cop            | Rekviem egy zsaruért                                                             | Gary Nelson        | Richard Adams és Jack Laird        | 1973. november 28. | 1993. november 12. (P)                                        | N/A      | 26       |
| 7.   | 7.  | The Corrupter                | A lélekkufár (1. változat) Korrupció (2. változat)                               | Paul Stanley       | James M. Miller                    | 1973. december 5.  | 1978. március 16. (Szo) (MTV1) 1993. július 19. (H) (MTV2)    | 6        | 15       |
| 8.   | 8.  | Dark Sunday                  | Sötét vasárnap                                                                   | Charles R. Rondeau | Robert Malcolm Young               | 1973. december 12. | 1993. május 17. (H)                                           | N/A      | 11       |
| 9.   | 9.  | Conspiracy of Fear           | Gyilkosság a sztrádán (1. változat) A félelem börtönében (2. változat)           | Jeannot Szwarc     | Jack Laird és Mark Rodgers         | 1973. december 19. | 1979. január 6. (Szo) (MTV1) 1993. október 15. (P) (MTV2)     | 12       | 24       |
| 10.  | 10. | Cop in a Cage                | Kojak kelepcében                                                                 | Charles S. Dubin   | Gene R. Kearney és Alvin Sapinsley | 1974. január 2.    | 1993. szeptember 10. (P)                                      | N/A      | 20       |
| 11.  | 11. | Marker to a Dead Bookie      | Kötelezvény egy halott bukmékernek (1. változat) Kojak csapdában (2. változat)   | Alex March         | Morton Fine és Gene R. Kearney     | 1974. január 16.   | 1979. március 10. (Szo) (MTV1) 1992. december 31. (Cs) (MTV2) | 14       | 1        |
| 12.  | 12. | Last Rites for a Dead Priest | Utolsó kenet a halál előtt                                                       | Joel Oliansky      | Jack Laird                         | 1974. január 23.   | 1993. január 28. (Cs)                                         | N/A      | 2        |
| 13.  | 13. | Death Is Not a Passing Grade | Felsőbb osztályba nem léphet (1. változat) Aki meghal megbukott (2. változat)    | Allen Reisner      | Gene R. Kearney                    | 1974. január 30.   | 1977. december 31. (Szo) (MTV1) 1993. október 8. (P) (MTV2)   | 3        | 23       |
| 14.  | 14. | Die Before They Wake         | Droghalál a múzeumban                                                            | Leo Penn           | Robert W. Lenski                   | 1974. február 6.   | 1993. augusztus 2. (H)                                        | N/A      | 16       |
| 15.  | 15. | Deliver Us Some Evil         | Szabadíts meg a gonosztói! (1. változat) Szabadítsd ránk a gonoszt (2. változat) | Charles S. Dubin   | Robert Malcolm Young               | 1974. február 13.  | 1978. június 11. (V) (MTV1) 1993. február 11. (Cs) (MTV2)     | 9        | 3        |
| 16.  | 16. | Eighteen Hours of Fear       | 18 óra rettegés                                                                  | Charles R. Rondeau | Robert C. Dennis és Jack Laird     | 1974. február 20.  | 1977. december 10. (Szo) (MTV1) 1993. március 8. (H) (MTV2)   | 2        | 5        |
| 17.  | 17. | Before the Devil Knows       | Mielőtt az ördög megtudja (1. változat) Mielőtt megtudja az ördög (2. változat)  | Charles S. Dubin   | Gene R. Kearney                    | 1974. február 27.  | 1977. november 19. (Szo) (MTV1) 1993. március 11. (H) (MTV2)  | 1        | 6        |
| 18.  | 18. | Dead on His Feet             | A halál árnyékában                                                               | Jeannot Szwarc     | Jack Laird                         | 1974. március 6.   | 1993. augusztus 16. (H)                                       | N/A      | 17       |
| 19.  | 19. | Down a Long and Lonely River | Szemben az árral                                                                 | Leo Penn           | Robert Foster                      | 1974. március 20.  | 1993. július 5. (H)                                           | N/A      | 14       |
| 20.  | 20. | Mojo                         | Morfium                                                                          | Jeannot Szwarc     | Morton Fine és Mark Weingart       | 1974. március 27.  | 1978. május 06. (Szo) (MTV1) 1993. április 26. (H) (MTV2)     | 8        | 8        |
| 21.  | 21. | Therapy in Dynamite          | Dinamit-terápia                                                                  | Leo Penn           | Gene R. Kearney                    | 1974. április 10.  | 1979. február 04. (V) (MTV1) 1993. szeptember 3. (P) (MTV2)   | 13       | 19       |
| 22.  | 22. | The Only Way Out             | Az egyetlen kiút                                                                 | Joel Oliansky      | Alvin Sapinsley                    | 1974. május 8.     | 1993. szeptember 17. (P)                                      | N/A      | 21       |

### Második évad (1974–75)
| Sor. | Év. | Eredeti cím                             | Magyar cím                              | Rendezte             | Írta                                    | Eredeti bemutató     | Magyar bemutató          | Kód |
| ---- | --- | --------------------------------------- | --------------------------------------- | -------------------- | --------------------------------------- | -------------------- | ------------------------ | --- |
| 23.  | 1.  | The Chinatown Murders (Parts 1 & 2)     | Gyilkosok a kínai negyedből (1-2. rész) | Jeannot Szwarc       | Jack Laird                              | 1974. szeptember 15. | 1994. május 6. (P)       | 40  |
| 24.  | 2.  | The Chinatown Murders (Parts 1 & 2)     | Gyilkosok a kínai negyedből (1-2. rész) | Jeannot Szwarc       | Jack Laird                              | 1974. szeptember 15. | 1994. május 13. (P)      | 41  |
| 25.  | 3.  | Hush Now, Don't You Die                 | Az anyai szem nem hazudik               | Charles S. Dubin     | Robert W. Lenski                        | 1974. szeptember 22. | 1994. február 18. (P)    | 32  |
| 26.  | 4.  | A Very Deadly Game                      | Halálos játszma                         | Seymour Robbie       | Sean Baine                              | 1974. szeptember 29. | 1993. június 21. (H)     | 13  |
| 27.  | 5.  | Wall Street Gunslinger                  | Wall Street-i mesterlövész              | Richard Donner       | Halsted Welles                          | 1974. október 6.     | 1994. március 11. (P)    | 34  |
| 28.  | 6.  | Slay Ride                               | Gyilkos portya                          | Russ Mayberry        | Morton Fine                             | 1974. október 13.    | 1994. július 1. (P)      | 46  |
| 29.  | 7.  | Nursemaid                               | A pótmama                               | Jerry London         | Joel Oliansky                           | 1974. október 20.    | 1994. június 3. (P)      | 43  |
| 30.  | 8.  | You Can't Tell a Hurt Man How to Holler | A sértett büszkesége                    | Seymour Robbie       | Albert Ruben                            | 1974. október 27.    | 1994. április 15. (P)    | 38  |
| 31.  | 9.  | The Best Judge Money Can Buy            | Jó bíró, jó pénzért                     | Leo Penn             | Gene R. Kearney                         | 1974. november 3.    | 1994. április 22. (P)    | 39  |
| 32.  | 10. | A Souvenir from Atlantic City           | Szuvenir Atlantic City-ből              | Daniel Haller        | Charles Sailor és Eric Kaldor           | 1974. november 10.   | 1994. március 18. (P)    | 35  |
| 33.  | 11. | A Killing in the Second House           | Gyilkosság a Bika jegyében              | Christian Nyby       | Gene R. Kearney                         | 1974. november 17.   | 1993. augusztus 23. (H)  | 18  |
| 34.  | 12. | The Best War in Town                    | Bandák háborúja                         | Richard Donner       | Burton Armus                            | 1974. november 24.   | 1994. május 20. (P)      | 42  |
| 35.  | 13. | Cross Your Heart and Hope to Die        | Esküdj meg az életedre!                 | David Friedkin       | Gene R. Kearney                         | 1974. december 1.    | 1994. július 7. (Cs)     | 47  |
| 36.  | 14. | The Betrayal                            | Árulás                                  | Telly Savalas        | Joseph Polizzi                          | 1974. december 15.   | 1994. június 10. (P)     | 44  |
| 37.  | 15. | Loser Takes All                         | Mindenhogyan vesztes                    | Allen Reisner        | William P. McGivern és Robert C. Dennis | 1974. december 22.   | 1994. január 7. (P)      | 28  |
| 38.  | 16. | Close Cover Before Killing              | A lefedezett gyilkos                    | Sigmund Neufeld, Jr. | Peter S. Fischer                        | 1975. január 5.      | 1994. január 14. (P)     | 29  |
| 39.  | 17. | Acts of Desperate Men                   | Az elkeseredett mesterlövész            | Jeannot Szwarc       | Gene R. Kearney                         | 1975. január 12.     | 1993. november 19. (P)   | 27  |
| 40.  | 18. | Queen of the Gypsies                    | A cigányok királynője                   | Jeannot Szwarc       | Gene R. Kearney és Arthur E. McLaird    | 1975. január 19.     | 1994. március 25. (P)    | 36  |
| 41.  | 19. | Night of the Piraeus                    | Fivér és a nővér                        | Jerry London         | Don Rene Patterson és George Bacos      | 1975. január 26.     | 1994. június 17. (P)     | 45  |
| 42.  | 20. | Elegy in an Asphalt Graveyard           | Aszfaltelégia                           | Christian Nyby       | Jack Laird                              | 1975. február 2.     | 1993. április 5. (H)     | 7   |
| 43.  | 21. | The Goodluck Bomber                     | Bombariadó Manhettenben                 | Sigmund Neufeld, Jr. | Ray Brenner                             | 1975. február 9.     | 1993. február 25. (Cs)   | 4   |
| 44.  | 22. | Unwanted Partners                       | Régi barátság                           | Sigmund Neufeld, Jr. | Burton Armus                            | 1975. február 16.    | 1993. november 5. (P)    | 25  |
| 45.  | 23. | Two-Four-Six for Two Hundred            | Aki korpa közé keveredik                | Russ Mayberry        | James M. Miller                         | 1975. február 23.    | 1994. február 4. (P)     | 30  |
| 46.  | 24. | The Trade-Off                           | Az alku                                 | David Friedkin       | Robert E. Swanson                       | 1975. március 2.     | 1994. február 11. (P)    | 31  |
| 47.  | 25. | I Want to Report a Dream                | Bejelentenék egy álmot                  | Telly Savalas        | Gene R. Kearney                         | 1975. március 9.     | 1993. szeptember 24. (P) | 22  |

### Harmadik évad (1975–76)
| Sor. | Év. | Eredeti cím                               | Magyar cím                                                                          | Rendezte             | Írta                             | Eredeti bemutató     | Magyar bemutató                                             | Kód MTV1 | Kód MTV2 |
| ---- | --- | ----------------------------------------- | ----------------------------------------------------------------------------------- | -------------------- | -------------------------------- | -------------------- | ----------------------------------------------------------- | -------- | -------- |
| 48.  | 1.  | A Question of Answers (Parts 1 & 2)       | Megválaszolatlan kérdések (1-2. rész)                                               | Jerry London         | Albert Ruben                     | 1975. szeptember 14. | 1994. szeptember 2. (P)                                     | N/A      | 54       |
| 49.  | 2.  | A Question of Answers (Parts 1 & 2)       | Megválaszolatlan kérdések (1-2. rész)                                               | Jerry London         | Albert Ruben                     | 1975. szeptember 14. | 1994. szeptember 8. (Cs)                                    | N/A      | 55       |
| 50.  | 3.  | My Brother, My Enemy                      | A testvérem az ellenségem                                                           | Russ Mayberry        | Alvin Boretz                     | 1975. szeptember 21. | 1994. szeptember 29. (Cs)                                   | N/A      | 58       |
| 51.  | 4.  | Sweeter Than Life                         | Édesebb az életnél                                                                  | Russ Mayberry        | Burton Armus                     | 1975. szeptember 28. | 1994. szeptember 22. (Cs)                                   | N/A      | 57       |
| 52.  | 5.  | Be Careful What You Pray For              | Az adomány                                                                          | Russ Mayberry        | James M. Miller                  | 1975. október 5.     | 1994. július 22. (P)                                        | N/A      | 49       |
| 53.  | 6.  | Secret Snow, Deadly Snow                  | A gyilkos fehér por                                                                 | Jerry London         | Morton Fine                      | 1975. október 12.    | 1994. július 29. (P)                                        | N/A      | 50       |
| 54.  | 7.  | Life, Liberation and the Pursuit of Death | Szemtanú a kelepcében                                                               | Nicholas Sgarro      | Gene R. Kearney                  | 1975. október 26.    | 1994. július 15. P                                          | N/A      | 48       |
| 55.  | 8.  | Out of the Frying Pan...                  | A bűn örvényében                                                                    | Charles S. Dubin     | Jack Laird                       | 1975. november 2.    | 1994. augusztus 19. (P)                                     | N/A      | 53       |
| 56.  | 9.  | Over the Water                            | Túl a folyón                                                                        | Telly Savalas        | Burton Armus                     | 1975. november 9.    | 1994. augusztus 12. (P)                                     | N/A      | 52       |
| 57.  | 10. | The Nicest Guys on the Block              | Csillogó gyémánt                                                                    | Charles S. Dubin     | Morton Fine                      | 1975. november 16.   | 1994. augusztus 5. (P)                                      | N/A      | 51       |
| 58.  | 11. | No Immunity for Murder                    | Senki sem immunis gyilkosság ellen                                                  | Andy Sidaris         | Joe Gores                        | 1975. november 23.   | 1995. augusztus 17. (Cs)                                    | N/A      | 103      |
| 59.  | 12. | A Long Way from Times Square              | Távol a Times Square-től                                                            | Ernest Pintoff       | Brian McKay                      | 1975. november 30.   | 1995. május 11. (Cs)                                        | N/A      | 90       |
| 60.  | 13. | Money Back Guarantee                      | Teljes kártalanítás (1. változat) Visszatérítési garancia (2. változat)             | Daniel Haller        | Dallas L. Barnes                 | 1975. december 7.    | 1978. december 31. (V) (MTV1) 1995. október 26. (Cs) (MTV2) | 11       | 112      |
| 61.  | 14. | A House of Prayer, a Den of Thieves       | nincs magyar nyelv                                                                  | Robert Day           | Gene R. Kearney                  | 1975. december 14.   | Nem került bemutatásra                                      | N/A      | N/A      |
| 62.  | 15. | How Cruel the Frost, How Bright the Stars | Milyen szörnyű a hideg és milyen fényesek a csillagok                               | David Friedkin       | James McAdams és Gene R. Kearney | 1975. december 21.   | 1995. december 28. (Cs)                                     | N/A      | 114      |
| 63.  | 16. | The Forgotten Room                        | Az elfelejtett szoba                                                                | Sigmund Neufeld, Jr. | James Bonnet                     | 1976. január 4.      | 1994. november 10. (Cs)                                     | N/A      | 64       |
| 64.  | 17. | On the Edge                               | Borotvaélen                                                                         | David Friedkin       | Alvin Boretz                     | 1976. január 11.     | 1994. október 13. (Cs)                                      | N/A      | 60       |
| 65.  | 18. | A Wind from Corsica                       | Korzikai szél                                                                       | Daniel Haller        | Paul Stein és Charles Watts      | 1976. január 18.     | 1995. augusztus 3. (Cs)                                     | N/A      | 101      |
| 66.  | 19. | Bad Dude                                  | Egy dörzsölt fickó                                                                  | Sigmund Neufeld, Jr. | Joe Gores                        | 1976. január 25.     | 1995. június 29. (Cs)                                       | N/A      | 96       |
| 67.  | 20. | A Grave Too Soon                          | Korai halál                                                                         | Daniel Haller        | Jack Laird                       | 1976. február 1.     | 1995. augusztus 24. (Cs)                                    | N/A      | 104      |
| 68.  | 21. | The Frame                                 | A koholt vád (1. változat) Hamis vád (2. változat)                                  | Sigmund Neufeld, Jr. | Burton Armus                     | 1976. február 8.     | 1978. február 25. (Szo) (MTV1) 1994. október 6. (Cs) (MTV2) | 5        | 59       |
| 69.  | 22. | Deadly Innocence                          | Van rosszabb is, mint a halál                                                       | Daniel Haller        | Sean Baine                       | 1976. február 15.    | 1994. november 17. (Cs)                                     | N/A      | 65       |
| 70.  | 23. | Justice Deferred                          | A késleltetett igazságszolgáltatás (1. változat) Ami késik, nem múlik (2. változat) | Charles S. Dubin     | Jack Laird                       | 1976. február 22.    | 1978. január 28. (Szo) (MTV1) 1995. február 2. (Cs) (MTV2)  | 4        | 76       |
| 71.  | 24. | Both Sides of the Law                     | Egy kiállítási képei                                                                | David Friedkin       | Gene R. Kearney                  | 1976. március 7.     | 1994. október 27. (Cs)                                      | N/A      | 62       |

### Negyedik évad (1976–77)
| Sor. | Év. | Eredeti cím                                   | Magyar cím                           | Rendezte             | Írta                                               | Eredeti bemutató     | Magyar bemutató           | Kód |
| ---- | --- | --------------------------------------------- | ------------------------------------ | -------------------- | -------------------------------------------------- | -------------------- | ------------------------- | --- |
| 72.  | 1.  | Birthday Party                                | Születésnapi parti                   | Sigmund Neufeld, Jr. | Robert Hoskins és Steven Carabatsos                | 1976. szeptember 26. | 1995. július 20. (Cs)     | 98  |
| 73.  | 2.  | A Summer Madness                              | Nyári őrület                         | Jeannot Szwarc       | Jack Laird                                         | 1976. október 3.     | 1994. október 20. (Cs)    | 61  |
| 74.  | 3.  | Law Dance                                     | Törvényen kívül                      | Edward M. Abroms     | James M. Miller                                    | 1976. október 10.    | 1994. november 3. (Cs)    | 63  |
| 75.  | 4.  | Out of the Shadows                            | Túlhevített indulatok                | Jeannot Szwarc       | Gene R. Kearney                                    | 1976. október 17.    | 1995. augusztus 31. (Cs)  | 105 |
| 76.  | 5.  | A Need to Know                                | Kínáncsiság                          | Russ Mayberry        | Stewart Alexander, Cire Rodlak és Chester Krumholz | 1976. október 24.    | 1995. január 12. (Cs)     | 73  |
| 77.  | 6.  | An Unfair Trade                               | Túl nagy ár egy lopásért             | Nicholas Sgarro      | Burton Armus                                       | 1976. október 31.    | 1995. július 27. (Cs)     | 100 |
| 78.  | 7.  | A Hair-Trigger Away                           | Egy elsietett lövés                  | Sigmund Neufeld, Jr. | Anderson House és Jack Epps, Jr.                   | 1976. november 7.    | 1995. szeptember 7. (Cs)  | 106 |
| 79.  | 8.  | By Silence Betrayed                           | A bosszú                             | Sigmund Neufeld, Jr. | Chester Krumholz                                   | 1976. november 14.   | 1994. november 24. (Cs)   | 66  |
| 80.  | 9.  | A Shield for Murder (Parts 1 & 2)             | nincs magyar nyelv                   | Jeannot Szwarc       | Robert Malcolm Young és William P. McGivern        | 1976. november 21.   | Nem került bemutatásra    | N/A |
| 81.  | 10  | A Shield for Murder (Parts 1 & 2)             | nincs magyar nyelv                   | Jeannot Szwarc       | Robert Malcolm Young és William P. McGivern        | 1976. november 21.   | Nem került bemutatásra    | N/A |
| 82.  | 11. | The Pride and the Princess                    | Robin Hood New Yorkban               | Charles S. Dubin     | James M. Miller                                    | 1976. november 28.   | 1994. december 8. (Cs)    | 68  |
| 83.  | 12. | Black Thorn                                   | Fekete veszedelem                    | Charles S. Dubin     | Leon Tokatyan                                      | 1976. december 5.    | 1994. december 29. (Cs)   | 71  |
| 84.  | 13. | Where Do You Go When You Have No Place To Go? | Hova mész, amikor nincs hova menned? | Jeannot Szwarc       | Chester Krumholz és James McAdams                  | 1976. december 12.   | 1995. október 5. (Cs)     | 109 |
| 85.  | 14. | Dead Again                                    | A kísértet                           | Sigmund Neufeld, Jr. | Burton Armus                                       | 1976. december 19.   | 1995. július 6. (Cs)      | 97  |
| 86.  | 15. | The Godson                                    | A keresztfiú                         | Russ Mayberry        | Joseph Polizzi                                     | 1977. január 2.      | 1994. december 15. (Cs)   | 69  |
| 87.  | 16. | The Condemned                                 | Az elátkozott                        | Noel Black           | Michael Grais, Mark Victor és Anthony Spinner      | 1977. január 11.     | 1995. szeptember 14. (Cs) | 107 |
| 88.  | 17. | When You Hear the Beep, Drop Dead             | Bűntett előtt nyomon                 | Jeannot Szwarc       | Gene R. Kearney                                    | 1977. január 18.     | 1995. október 12. (Cs)    | 110 |
| 89.  | 18. | I Was Happy Where I Was                       | Végzetes hazatérés                   | Nicholas Sgarro      | Jerrold Freedman és Sean Baine                     | 1977. január 25.     | 1995. augusztus 10. (Cs)  | 102 |
| 90.  | 19. | Kojak's Days (Parts 1 & 2)                    | Kojak napjai (1-2. rész)             | Charles S. Dubin     | Chester Krumholz és Matthew Rapf                   | 1977. február 1.     | 1995. március 9. (Cs)     | 81  |
| 91.  | 20. | Kojak's Days (Parts 1 & 2)                    | Kojak napjai (1-2. rész)             | Charles S. Dubin     | Chester Krumholz és Matthew Rapf                   | 1977. február 8.     | 1995. március 16. (Cs)    | 82  |
| 92.  | 21. | Monkey on a String                            | A marionettbábu                      | Ernest Pintoff       | Jack Laird                                         | 1977. február 15.    | 1995. február 23. (Cs)    | 79  |
| 93.  | 22. | Kiss It All Goodbye                           | Mondj búcsút mindenkinek!            | Telly Savalas        | Robert W. Lenski                                   | 1977. február 22.    | 1995. június 8. (Cs)      | 93  |
| 94.  | 23. | Lady in the Squadroom                         | Hölgy az irodában                    | Edward M. Abroms     | Burton Armus                                       | 1977. március 8.     | 1995. március 2. (Cs)     | 80  |
| 95.  | 24. | Sister Maria                                  | Mária nővér                          | Ernest Pintoff       | Ross Teel, Charles Sailor és Eric Kaldor           | 1977. március 15.    | 1994. szeptember 15. (Cs) | 56  |
| 96.  | 25. | Another Gypsy Queen                           | Cigánykirálynő                       | Joel Oliansky        | Gene R. Kearney                                    | 1977. március 22.    | 1995. január 26. (Cs)     | 75  |

### Ötödik évad (1977–78)
| Sor. | Év. | Eredeti cím                     | Magyar cím                            | Rendezte          | Írta                                                 | Eredeti bemutató   | Magyar bemutató           | Kód |
| ---- | --- | ------------------------------- | ------------------------------------- | ----------------- | ---------------------------------------------------- | ------------------ | ------------------------- | --- |
| 97.  | 1.  | The Queen of Hearts Is Wild     | A királynő ütése                      | Leo Penn          | Donald P. Bellisario                                 | 1977. október 2.   | 1995. január 19. (Cs)     | 74  |
| 98.  | 2.  | A Strange Kind of Love          | Beteges szerelem                      | Sutton Roley      | Joseph Polizzi                                       | 1977. október 9.   | 1995. február 9. (Cs)     | 77  |
| 99.  | 3.  | Laid Off                        | Padlón                                | Nicholas Sgarro   | Burton Armus                                         | 1977. október 16.  | 1995. június 15. (Cs)     | 94  |
| 100. | 4.  | Cry for the Kids                | Kár a srácokért                       | Leo Penn          | David Taylor                                         | 1977. október 23.  | 1995. március 23. (Cs)    | 83  |
| 101. | 5.  | Once More from Birdland         | Még egyszer Birdlandben               | Nicholas Sgarro   | Gene R. Kearney                                      | 1977. október 30.  | 1995. február 16. (Cs)    | 78  |
| 102. | 6.  | Caper on a Quiet Street         | Kaland egy csendes utcában            | Edward M. Abroms  | Michael I. Wagner                                    | 1977. november 6.  | 1995. április 20. (Cs)    | 87  |
| 103. | 7.  | Letters of Death                | A halál levelei                       | Nicholas Sgarro   | L. T. Bentwood, Marvin Kupfer és William A. Schwartz | 1977. november 13. | 1995. április 13. (Cs)    | 86  |
| 104. | 8.  | Tears for All Who Love Her      | Jaj annak, aki szereti őt!            | Joel Oliansky     | Chester Krumholz, John Meredyth Lucas és Ross Teel   | 1977. november 20. | 1995. március 30. (Cs)    | 84  |
| 105. | 9.  | The Summer of '69 (Parts 1 & 2) | '69 nyara (1-2. rész)                 | Gene R. Kearney   | Gene R. Kearney                                      | 1977. december 4.  | 1995. április 27. (Cs)    | 88  |
| 106. | 10. | The Summer of '69 (Parts 1 & 2) | '69 nyara (1-2. rész)                 | Gene R. Kearney   | Gene R. Kearney                                      | 1977. december 10. | 1995. május 4. (Cs)       | 89  |
| 107. | 11. | Case Without a File             | Zsarusors                             | Nicholas Sgarro   | Joe Gores                                            | 1977. december 17. | 1995. szeptember 21. (Cs) | 108 |
| 108. | 12. | I Could Kill My Wife's Lawyer   | Meg tudnám ölni a feleségem ügyvédjét | Russ Mayberry     | Gene R. Kearney és Harriet Margulies                 | 1977. december 24. | 1995. június 1. (Cs)      | 92  |
| 109. | 13. | Justice for All                 | A törvény nevében                     | Jim Benson        | Michael Kozoll és Ross Teel                          | 1978. január 7.    | 1994. december 1. (Cs)    | 67  |
| 110. | 14. | Mouse                           | Kisegér                               | Harvey S. Laidman | Art Eisenson                                         | 1978. január 21.   | 1995. december 20. (Sze)  | 113 |
| 111. | 15. | Chain of Custody                | nincs magyar nyelv                    | Russ Mayberry     | Chester Krumholz és Matthew Rapf                     | 1978. január 28.   | Nem került bemutatásra    | N/A |
| 112. | 16. | The Captain's Brother's Wife    | A kapitány sógornője                  | Charles S. Dubin  | Rift Fournier és Chester Krumholz                    | 1978. február 4.   | 1995. április 6. (Cs)     | 85  |
| 113. | 17. | No License to Kill              | A bérgyilkos veterán                  | Ernest Pintoff    | Bob Bralver, Charlene Bralver és Gene R. Kearney     | 1978. február 11.  | 1995. május 25. (Cs)      | 91  |
| 114. | 18. | The Halls of Terror             | Gyilkosság a kórházban                | Edward M. Abroms  | Chester Krumholz                                     | 1978. február 18.  | 1994. december 22. (Cs)   | 70  |
| 115. | 19. | May the Horse Be With You       | Francescát meglovaították             | Charles S. Dubin  | Rift Fournier                                        | 1978. február 25.  | 1995. október 19. (Cs)    | 111 |
| 116. | 20. | Photo Must Credit Joe Paxton    | A fotós és a sztár                    | Jim Benson        | Gene R. Kearney                                      | 1978. március 4.   | 1995. január 5. (Cs)      | 72  |
| 117. | 21. | 60 Miles to Hell                | Hatvan mérföld a pokoltól             | Gene R. Kearney   | Mike Frankovich, Jr. és Gene R. Kearney              | 1978. március 11.  | 1995. június 22. (Cs)     | 95  |
| 118. | 22. | In Full Command                 | Az ejtőernyős                         | Telly Savalas     | Chester Krumholz                                     | 1978. március 18.  | 1995. július 13. (Cs)     | 98  |

### Tévéfilmek
| # | Cím                          | Rendezte         | Írta           | Bemutató          |
| - | ---------------------------- | ---------------- | -------------- | ----------------- |
| 1 | Kojak: The Belarus File      | Robert Markowitz | Albert Ruben   | 1985. február 16. |
| 2 | Kojak: The Price of Justice  | Alan Metzger     | Albert Ruben   | 1987. február 21. |
| 3 | Kojak: Ariana                | Paul Krasny      | Maurice Hurley | 1989. november 4. |
| 4 | Kojak: Fatal Flaw            | Richard Compton  | Albert Ruben   | 1989. december 2. |
| 5 | Kojak: Flowers for Matty     | Paul Krasny      | Peyton Webb    | 1990. január 6.   |
| 6 | Kojak: It's Always Something | Richard Compton  | Jack Laird     | 1990. február 3.  |
| 7 | Kojak: None So Blind         | Alan Metzger     | Scott Shepherd | 1990. április 7.  |